# Chysinae
Chysinae – podplemię roślin z rodziny storczykowatych (Orchidaceae). Obejmuje 1 rodzaj i około 13 gatunków występujących w  Ameryce Środkowej i Południowej. Jest to takson o niepewnej pozycji (Incertae sedis), obecnie rozpoznawany przez część źródeł.

## Systematyka
Podplemielemię sklasyfikowane do plemienia Epidendreae, podrodziny epidendronowych (Epidendroideae) w rodzinie storczykowatych (Orchidaceae), rząd szparagowce (Asparagales) w obrębie roślin jednoliściennych.
Wykaz rodzajów
- Chysis Lindl.